# Meyer genannt Rautenfels

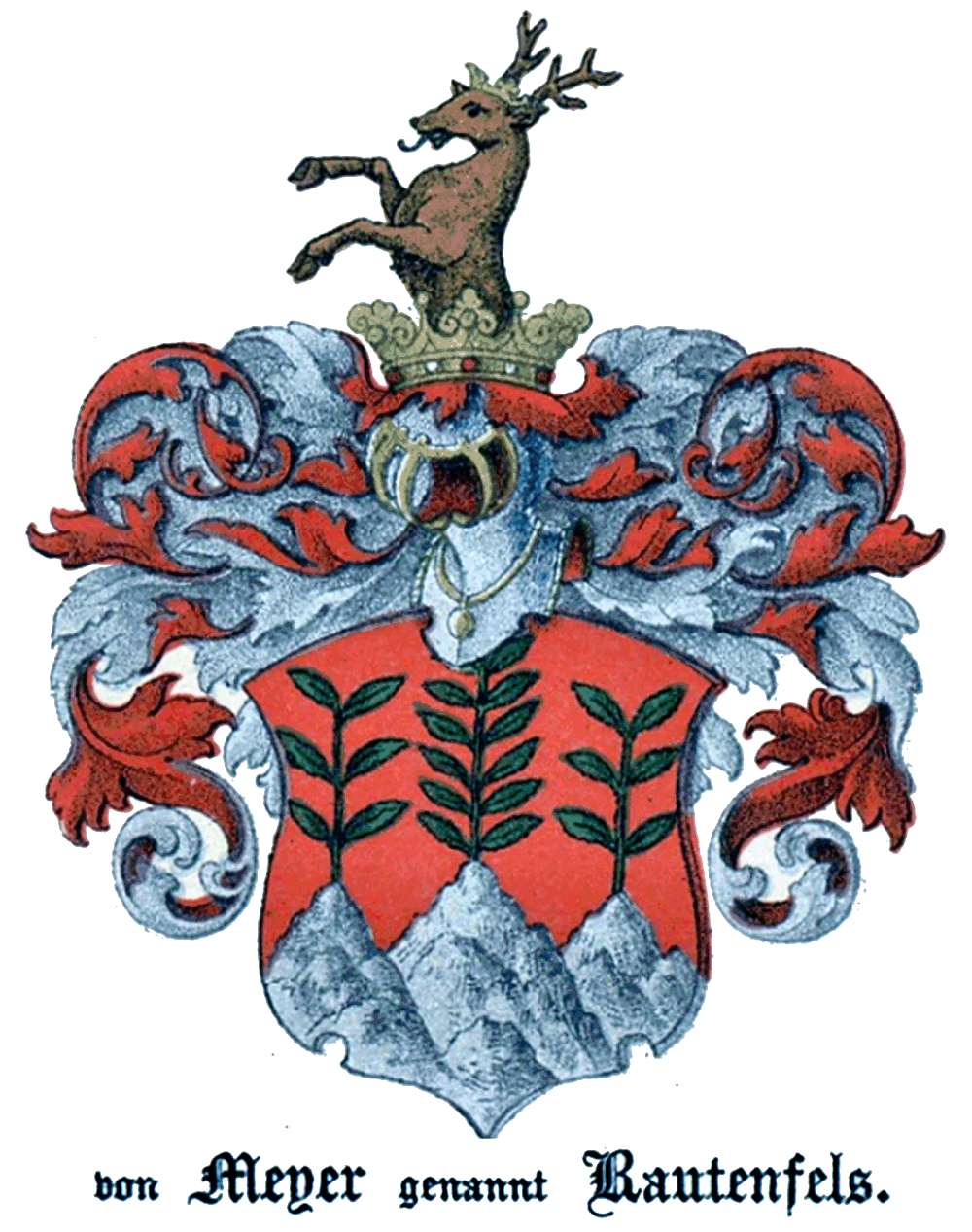
Wappen derer von Meyer genannt Rautenfels im Baltischen Wappenbuch

Meyer genannt Rautenfels (auch Meyer von Rautenfels) ist der Name eines erloschenen baltischen Briefadelsgeschlechts.
Die Familie ist von einer Vielzahl anderer Adelsgeschlechter mit Namen Mayer oder Meyer zu unterscheiden.

## Geschichte
Das Geschlecht erhielt 1643 in Person des Barthold Meyer, Sohn des kurländischen Superintendenten Heinrich Meyer und verheiratet mit Elisabeth von Budde, den polnischen Adelsstand mit Prädikat „von Rautenfels“ verliehen. Dessen gleichnamiger Sohn Barthold Meyer von Rautenfels (1598–1672) wurde nach geschlossener Ritterbank durch Beschluss der Kurländischen Ritterschaft vom 16. August 1645 unter der Nr. 120 in die dortige Adelsmatrikel aufgenommen (Nr. 13 der III. Klasse bzw. Nr. 181 der späteren Kurländischen Matrikel). Barthold war mit Elisabeth Bebrin († 1652) verheiratet. Die Eheleute hatten nur zwei Töchter, Maria Meyer genannt Rautenfels († 1717), verheiratet mit Onuphrius von Gößler, und Anna Dorothea Meyer genannt Rautenfels, Ehefrau von Joachim Fabricius, sodass die Familie Meyer mit der Ermordung von Barthold im Jahr 1672 im Mannesstamm erlosch.

## Wappen
Blasonierung: In Rot drei silberne Felsen, aus deren Kuppen jeweils ein grüner Rautenzweig wächst, deren mittlerer am höchsten ist. Auf dem gekrönten Helm mit rot-silbernen Helmdecken wächst ein gekrönter natürlicher Rehbock.